# Paul Rougnon
Paul Rougnon   (Poitiers, 24 d'agost de 1846 - Saint-Germain-en-Laye, 11 de desembre de 1934) fou un compositor, pianista i educador musical francès.
Estudiant al Liceu Bonaparte (ara Liceu Condorcet), va ingressar al Conservatoriire de Paris el 1861 com a auditor, després estudiant a temps complet el 1862. Va estudiar piano, teoria de la música i composició amb mestres com Édouard Batiste, François Bazin, Ambroise Thomas, Antoine François Marmontel i César Franck. Va obtenir el llicenciat en teoria de la música el 1865, harmonia el 1868 i contrapunt el 1870.
El 1873, als 27 anys, Rougnon es va convertir en professor al Conservatori, aleshores sota la direcció d'Ambroise Thomas. Va ensenyar teoria musical, contrapunt i fuga fins a la seva jubilació el 1921.
Va publicar:
- Traité de dictée musicale et de transposition;
- Cours de piano;
- Petit dictionnaire de musique liturgique;
- Petit dictionnaire usuel de musique;
- Traité d'harmonie;
- Cours de chant choral;
- Composition pours orchestre;
- La musique et son histoire;
- Dictionnaire des locutions italianes et alemandes usitées dans la musique.

A més va compondre per a cançons vocals i obres per a piano i diverses òperes.